# 道の駅しょうなん
道の駅しょうなん（みちのえき しょうなん）は、千葉県柏市にある千葉県道8号船橋我孫子線の道の駅である。

## 概要
名称は設置当時に所属していた東葛飾郡沼南町（2005年に柏市に合併）に由来する。
2006年以降は千葉県設置の簡易パーキングと柏市設置の柏市都市農業センターで構成
2015年（平成27年）1月に重点道の駅候補に選定された。2019年度の年間来場者は約95万人。
2021年（令和3年）12月16日に新設棟がオープンして売り場面積が3倍以上となる。既設棟も2022年（令和4年）にリニューアルオープンした。2022年度（令和4年度）にグッドデザイン賞、2024年度（令和6年度）に土木学会デザイン賞 優秀賞を受賞した。

## 沿革
- 2001年（平成13年）4月20日 - オープン。
- 2018年（平成30年）3月〜4月 - 手賀沼を遊覧船で周遊するツアーを開催[8]。
- 2021年（令和3年）
  - 11月30日 - 新設棟のオープンに伴い、既設棟のレストランViaggioが営業終了[4]。
  - 12月12日 - 新設棟のオープンに伴い、既設棟の農産物直売所が営業終了[4]。
  - 12月16日 - 新設棟「てんと」がオープン[4]。
- 2022年（令和4年）
  - 4月 - 既設棟が「つばさ」としてリニューアルオープン[4]。

## 施設
- 駐車場
  - 大型車：29台[2]
  - 小型車：357台[2]
  - 身障者用：10台[2]
- トイレ
  - 男：大 6器（4器）、小 14器（11器）
  - 女：18器（14器）
  - 身障者用：2器（1器）

※（）内は、24時間利用可能
- レンタサイクル
- 公衆無線LAN
- つばさ
2022年4月リニューアル（レストラン・ベーカリー・農芸交流館）[2]
- てんと
  - 農産物直売所[4]
  - ロビー[4]
  - カフェスペース[4]
  - 加工体験室[4]
- 芝生広場

## 施設の特徴
本施設は、農産物直売所及び駐車場の拡張という目的の他に，手賀沼周辺の顔として、交流人口の増加を図る役割を担っている。
道の駅は、公共が施設の建設を行い、運営業務は民間事業者に委託するといった「公設民営」方式であり、半分は商業施設で、半分は公共的な機能を持つことが求められている。
手賀沼を回遊させるための拠点（ゲート）であり、地域のエントランスゲートとなるこの道の駅は、多くの人々の通過動線・滞留空間となり、まるで駅前広場や空港の発着ロビーのように来訪者と目的地を結ぶ場所として賑わう広場となることを目指している。
デザイン上の特徴として約40,000m2の広大な敷地に対し、建築はひと目で分かるシンボルになることを企図し、農業ハウスの屋根勾配を模った家型を連ね、67.5m×67.5mの矩形平面の角を45度でカットし、多方面からのアプローチに対して建築の奥行きや正面性が常に変化していくような設計となっている。
てんと&つばさ

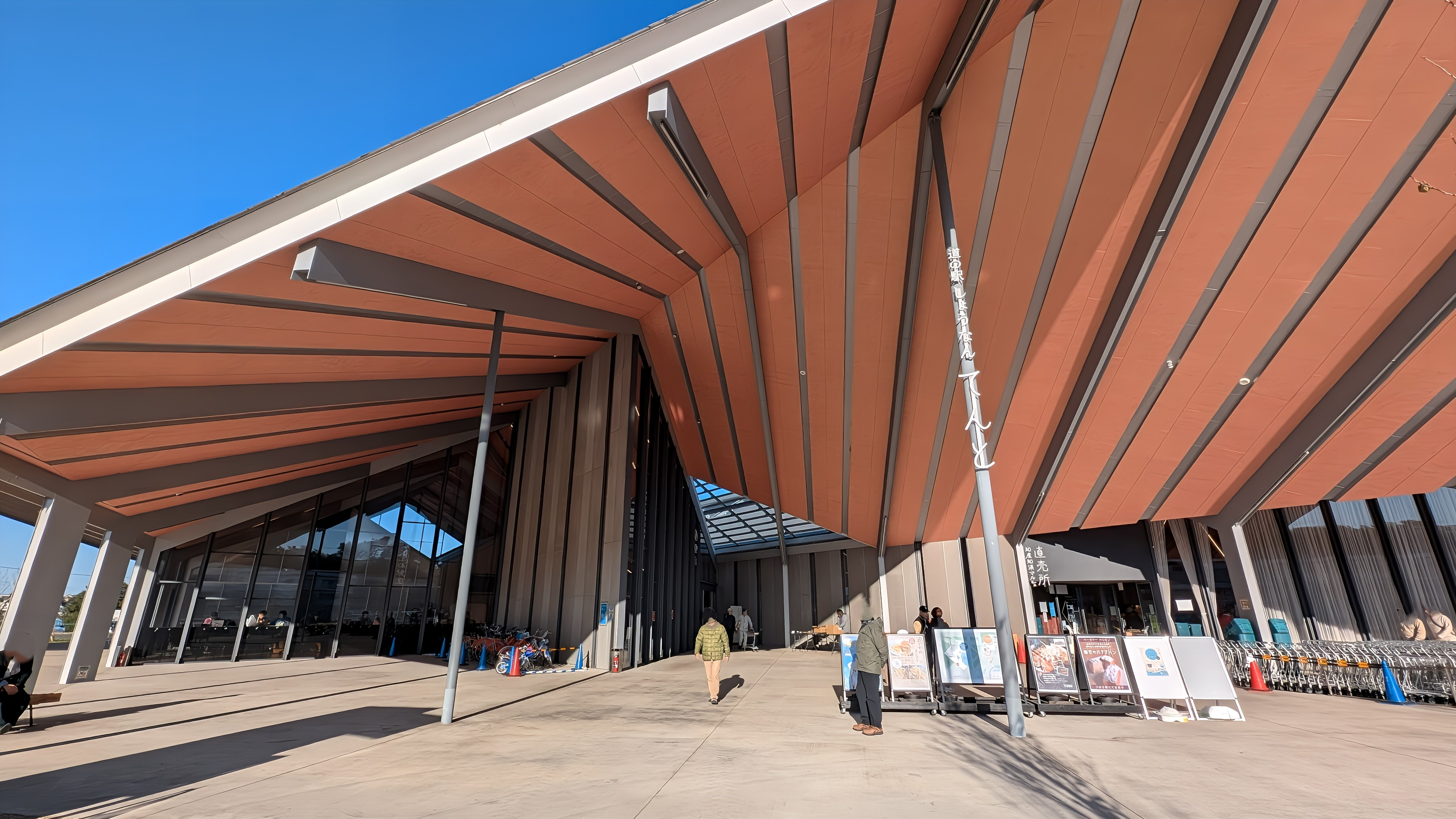
「てんと」の正面入り口
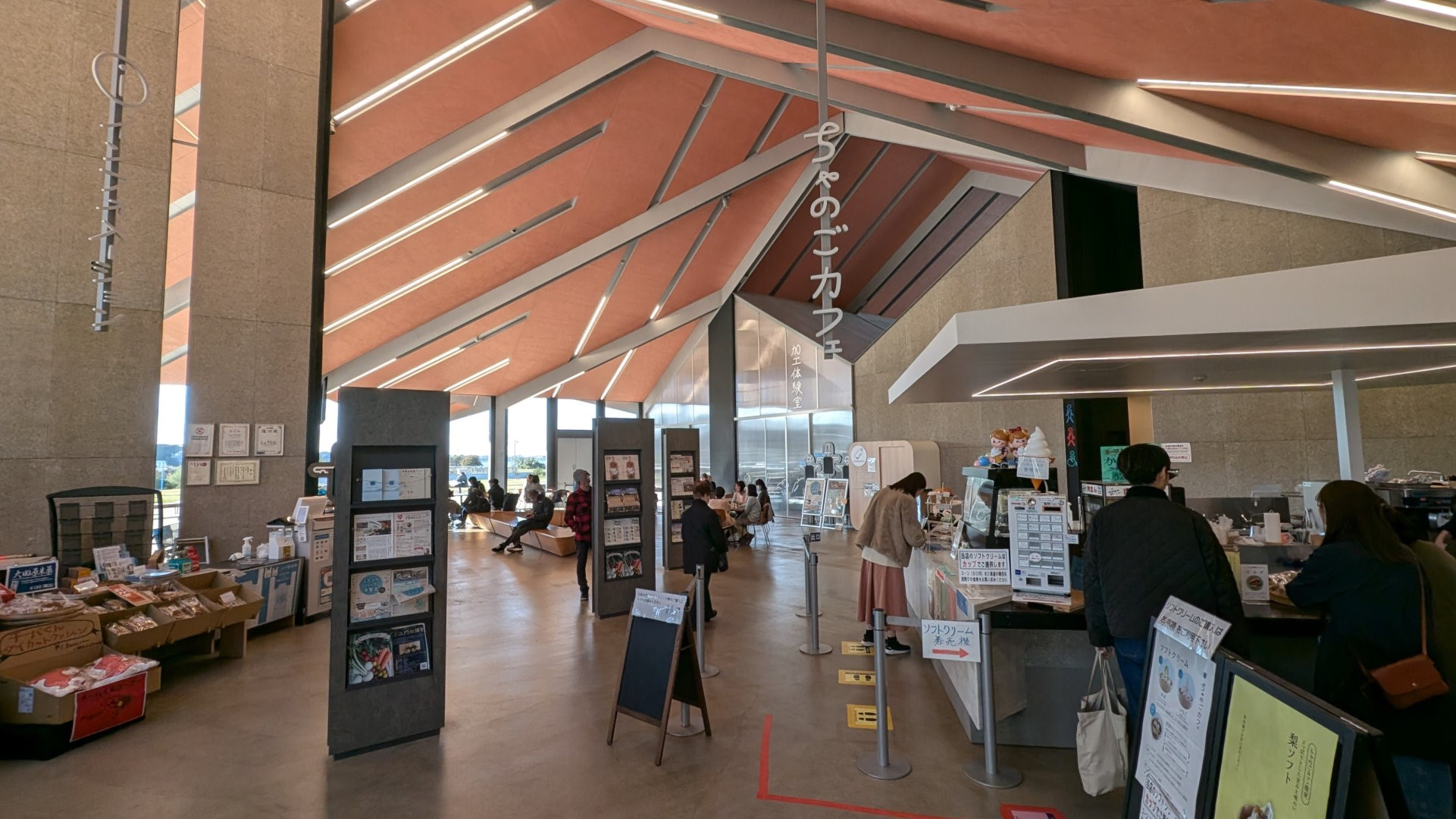
「てんと」館内の様子
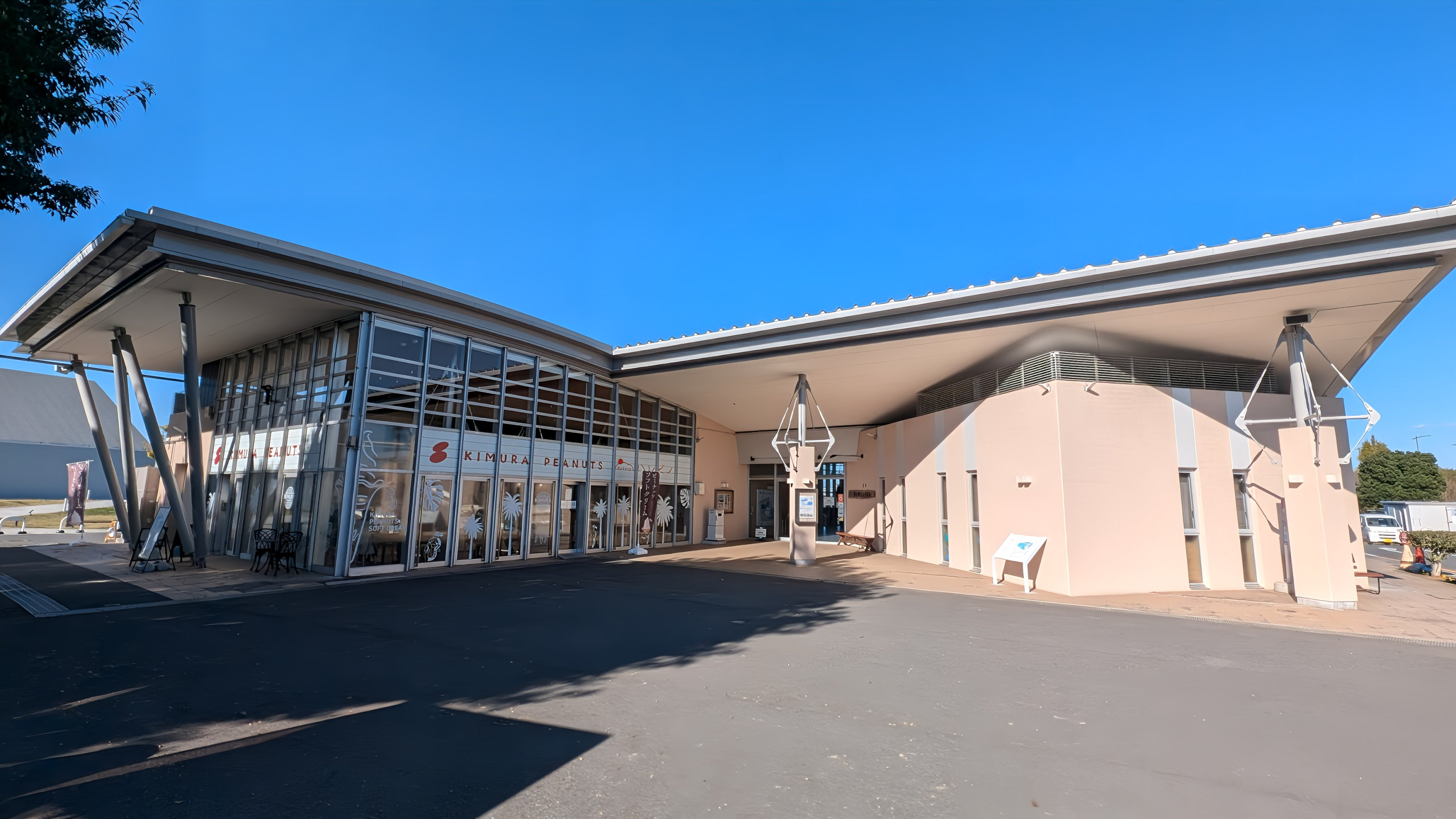
道の駅しょうなん「つばさ」
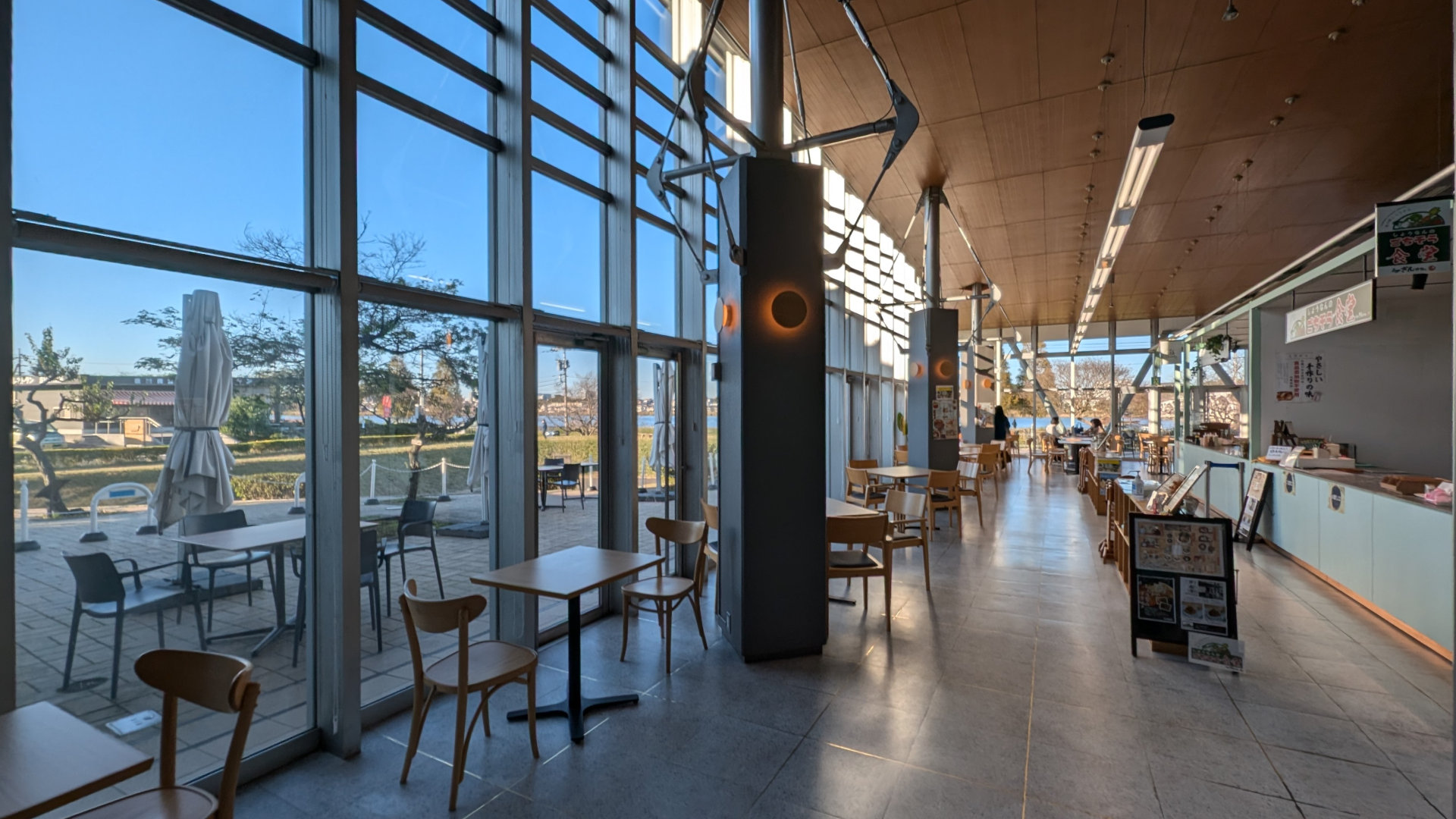
「つばさ」館内の様子

## 休館日
- 年始
- 臨時休業有

## アクセス
- 千葉県道8号船橋我孫子線

## 周辺
- 手賀沼

柏市側
- 満天の湯 - 手賀沼観光リゾートが運営するスーパー銭湯（天然温泉）。県道8号を挟んで、当道の駅の向かい側にある。
- 手賀沼ふれあい緑道

我孫子市側
- 鳥の博物館
- 手賀沼公園
- 千葉県立我孫子高等学校
- 我孫子市役所